# 横浜聡子
横浜 聡子（よこはま さとこ、1978年 - ）は、日本の映画監督、脚本家。青森県青森市出身。

## 経歴
1978年、青森県に生まれる。青森県立青森高等学校を経て、2001年、横浜市立大学国際文化学部を卒業。その後、東京での約1年間の会社勤務を経て、2002年、映画美学校第6期フィクション・コース初等科に入学。2004年に同高等科を卒業したのち本格的に映画製作を開始した。
2006年、『ちえみちゃんとこっくんぱっちょ』が第2回CO2のオープン・コンペ部門にて最優秀賞を受賞する。CO2からの助成金を元に製作した『ジャーマン+雨』は、第3回CO2のシネアスト大阪市長賞を受賞する。また、同作で第48回日本映画監督協会新人賞を受賞した。
2009年、松山ケンイチ主演の長編『ウルトラミラクルラブストーリー』で商業映画デビュー。同年、100sのアルバム『世界のフラワーロード』全曲のミュージック・ビデオを手がける。
2013年、永瀬正敏と工藤夕貴を主演に迎えた短篇『りんごのうかの少女』が公開された。
2016年、戌井昭人原作、安田顕主演『俳優 亀岡拓次』公開。第11回KINOTAYO現代日本映画祭最優秀映像賞受賞。
2021年、青森を舞台にした、越谷オサムの小説『いとみち』を映画化。同県出身の駒井蓮を主演に迎え、全編青森にて制作される。
同作は第16回大阪アジアン映画祭にて観客賞とグランプリのダブル受賞、第13回TAMA映画賞特別賞を受賞。
その他、第36回山路ふみ子映画賞文化賞を受賞。
2025年にはベルリン国際映画祭でGeneration Kplus部門の審査員特別賞を受賞。

## 作品

### 長編映画
- ジャーマン+雨（2006年） - 監督・脚本
- ウルトラミラクルラブストーリー（2009年） - 監督・脚本
- おばあちゃん女の子（2010年） - 監督・脚本
- 真夜中からとびうつれ（2011年） - 監督・脚本
- 舟を編む（2013年）- メイキング
- りんごのうかの少女（2013年） - 監督・脚本
- 俳優 亀岡拓次（2016年） - 監督[14]・脚本
- いとみち（2021年） - 監督・脚本[15]
- almost people（2023年） - 共同監督（４本のアンソロジー中１本を担当）
- 海辺へ行く道（2025年）- 監督・脚本

### 短編映画
- ちえみちゃんとこっくんぱっちょ（2005年） - 監督・脚本
- おばあちゃん女の子（2010年） - 監督・脚本
- 真夜中からとびうつれ（2011年） - 監督・脚本・編集
- りんごのうかの少女（2013年） - 監督・脚本
- トチカコッケ（2017年）- 監督・脚本

### テレビドラマ（脚本）
- 時々迷々（2009年、NHK教育テレビ）-「金を貸す少女」脚本
- 時々迷々（2009年、NHK教育テレビ）-「あの、黒くてテカテカですばしっこくて、にくいやつ。」脚本
- 時々迷々（2010年、NHK教育テレビ）-「私は歌手になりたい」脚本
- 時々おとなも迷々（2010年、NHK総合テレビ）-「夜明け前」脚本
- もやモ屋（2020年、Eテレ）-「ばあちゃんばあちゃん」脚本
- 天才てれびくんYOU（2020年、Eテレ)　- 脚本
- 天才てれびくんhello（2021年、Eテレ）- 脚本
- もやモ屋（2022年、Eテレ）-「ぺチのまなざし」脚本

### テレビドラマ（監督）
- 情熱大陸 鈴木亮平(2014年、TBS）- 番組内オリジナルドラマ「ホンスンドンスコスコ」脚本・監督
- バイプレイヤーズ 〜もしも6人の名脇役がシェアハウスで暮らしたら〜（2017年、テレビ東京） - 監督（第9,10話）
- バイプレイヤーズ 〜もしも名脇役がテレ東朝ドラで無人島生活したら〜（2018年、テレビ東京）- 監督（第4話）
- 神酒クリニックで乾杯を（2019年、BSテレ東）- 監督（第3,4話）
- ひとりキャンプで食って寝る（2019年、テレビ東京） - 監督（奇数話担当）
- オリジナルドラマ「有村架純の撮休」（2020年、WOWOWプライム ） - 監督（第5話「ふた」担当）[16]
- 季節のない街（2023年、Disney+） - 監督（第3,7,8話）

### ミュージック・ビデオ
100s
- シングル「そりゃそうだ」（2009年）、「モノアイ」（2009年） - 監督
- アルバム「世界のフラワーロード」全16曲（2009年） - 監督

### 漫画原作
- 片岡一郎の一日（河井克夫 作画、『月刊コミックビーム』2015年7月号掲載） - 原作
  - のちにアンソロジー『女神たちと』（河井克夫ほか、2015年7月25日発売[17][18]、ISBN 978-4-04-730535-9）に収録

## 出演

### 映画
- 息衝く（2018年2月、木村文洋監督）　- 若い頃の則夫の母親　役